# Lac de l’Abbaye
Der Lac de l’Abbaye ist ein See im französischen Jura, im Département Jura, 8 km westlich von Morez und ungefähr 40 km nordnordwestlich von Genf. Er liegt in 879 m auf dem Gemeindeboden von Grande-Rivière und nimmt eine Fläche von rund 90 Hektar ein. Auf einer Halbinsel am nordöstlichen Ufer befindet sich die Abtei von Grandvaux.

## Geographie
Der See ist 2,1 km lang, maximal 600 m breit und erstreckt sich in Richtung Südwest-Nordost gemäß der allgemeinen Streichrichtung der Juraketten in diesem Abschnitt des Mittelgebirges. Er liegt am Rand der breiten Senke des Grandvaux im Hochjura. Im Südosten wird der Lac de l’Abbaye vom bewaldeten Höhenrücken der Forêt de la Joux Devant flankiert. Die übrigen Uferpartien sind flach und weisen zum Teil einen Sumpfgürtel auf (Moorgebiet Les Touvières im Norden). Die größte Tiefe des Sees beträgt 19,5 m. Gespeist wird der Lac de l’Abbaye durch zwei kurze Bäche und vermutlich mehrere Quellen unterhalb der Wasseroberfläche. Aufgrund der geringen Zuflüsse hat das Wasser eine relativ lange mittlere Verweildauer von geschätzten zwei Jahren. Die Entwässerung des Lac de l’Abbaye geschieht unterirdisch. Das Wasser versickert im Bereich unterhalb des Weilers Sur le Moulin. Markierungsversuche haben ergeben, dass das Wasser erst wieder in der Karstquelle Source de l’Enragé in einer Luftdistanz von 21 km im Südsüdwesten bei Molinges im Tal der Bienne zutage tritt. Die Seezirkulation erfolgt nach dem dimiktischen Typ. In vielen Wintern friert der Lac de l’Abbaye wegen seiner Hochlage in einem Becken (Bildung eines Kaltluftsees) vollständig zu.

## Geologie
In strukturgeologischer Hinsicht liegt der Lac de l’Abbaye in einem Synklinorium des Faltenjuras. Das Synklinorium von Grandvaux bildet eine breite Mulde zwischen den Höhenrücken von Forêt de la Joux Devant im Südosten und Forêt de la Joux Derrière im Nordwesten. Die im Becken anstehenden mergeligen Gesteinsschichten stammen aus der Oberkreide. Während der Hochstadien der verschiedenen Eiszeiten wurde das Becken von den Juragletschern mit Mergel- und Tonschichten ausgekleidet, welche den ansonsten durchlässigen Untergrund so weit abdichteten, dass in den Senken Moore und Seen entstehen konnten.